# Fritz Hafner

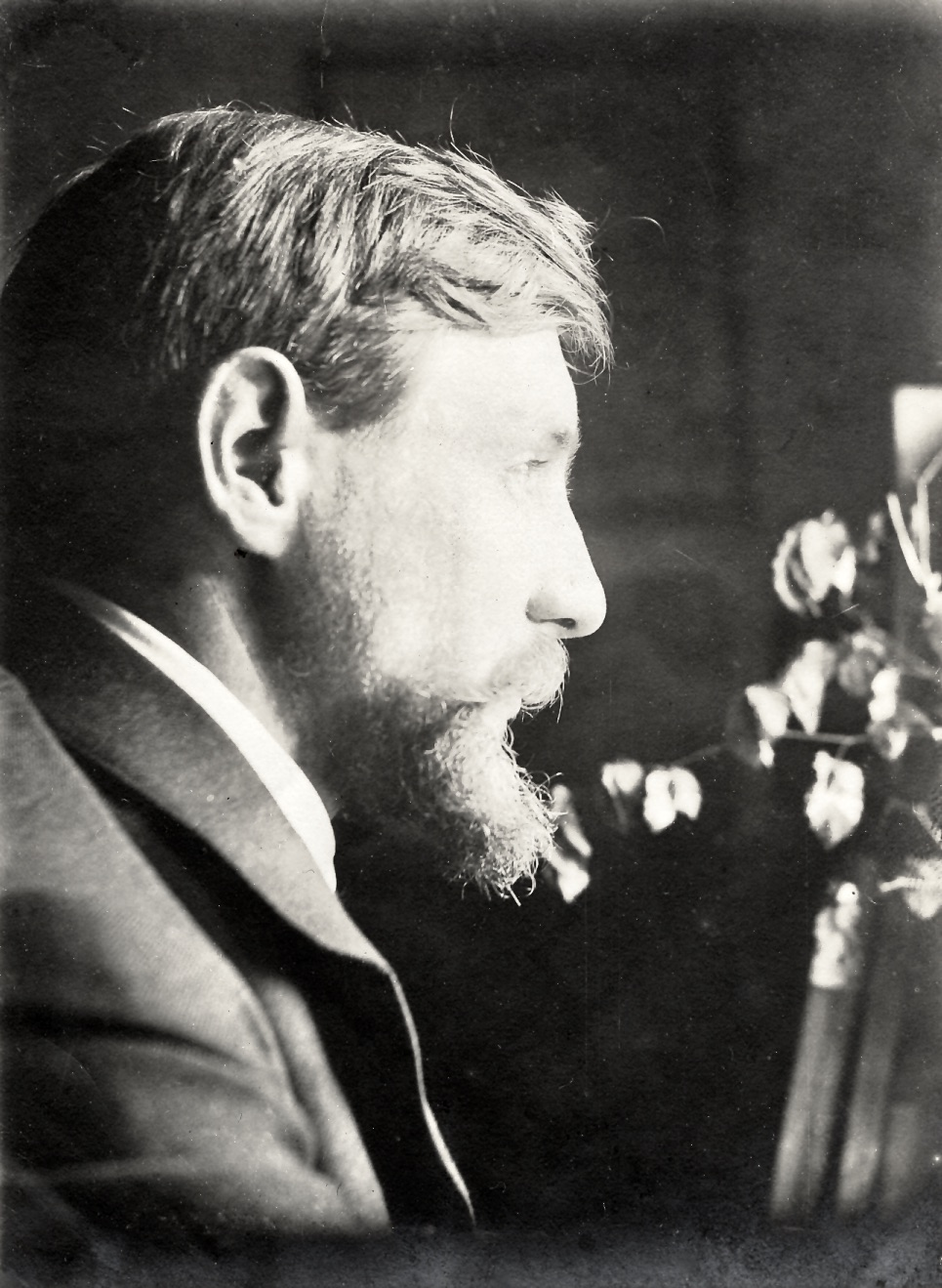
Fritz Hafner, um 1920

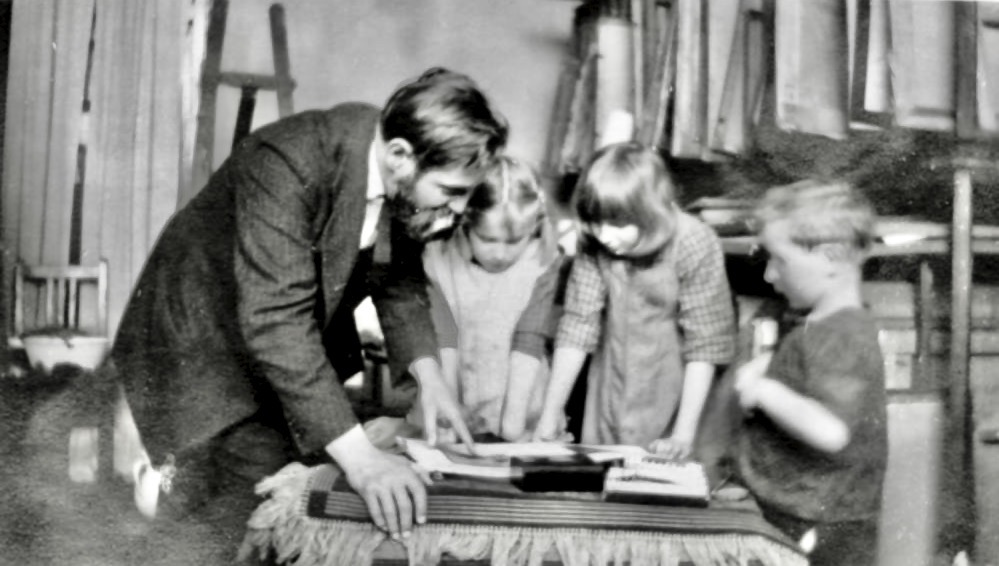
Fritz Hafner beim Kunstunterricht in der Freien Schulgemeinde in Wickersdorf, um 1920

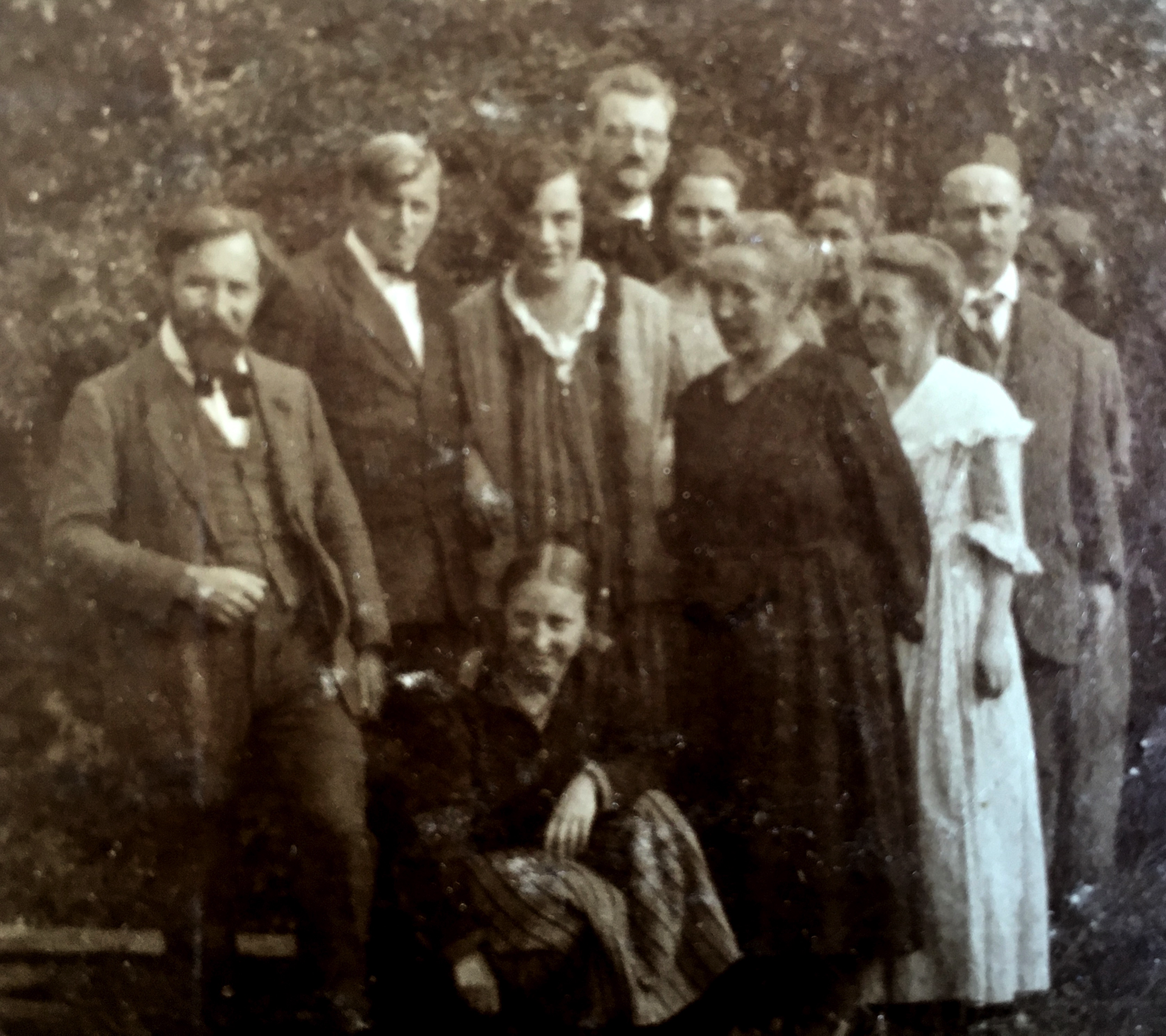
Das Gründerkollegium der Schule am Meer vor der Sezession von der Freien Schulgemeinde – stehend von links Fritz Hafner, Paul Reiner, seine Ehefrau Anna Sara Reiner, geb. Hochschild, Rudolf Aeschlimann und dessen Ehefrau Helene, geb. Pahl, ganz rechts Schulleiter Martin Luserke (mit typischer Kopfbedeckung) und Ehefrau Annemarie, geb. Gerwien, 1924/25

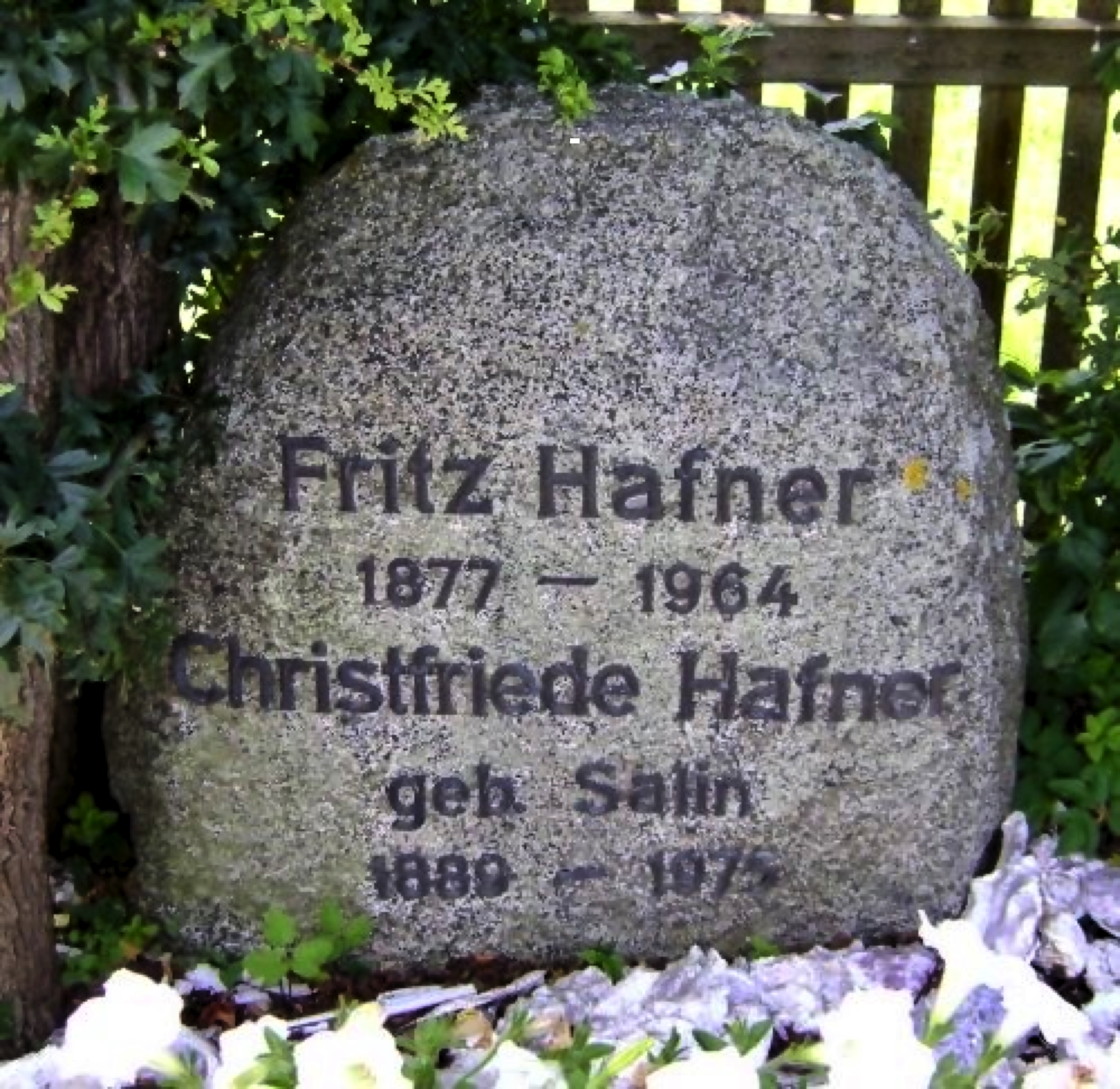
Grabstein Fritz Hafner und Christfriede Hafner, geb. Salin

Fritz Hafner (* 10. Dezember 1877 in Wien, Österreich; † 21. November 1964 in Juist, Ostfriesland) war ein österreichisch-deutscher Maler und Kunsterzieher.

## Familie
Fritz Hafner war mit Christfriede „Christel“ (1889–1975), geborene Salin, verheiratet. Aus der Ehe gingen drei Kinder hervor, Lore (* 19. Dezember 1915 in Ulm), Hanna (* 18. August 1918 in Geislingen an der Steige) und Lorenz (* 15. Dezember 1919 in Wickersdorf). Sowohl er als auch seine Kinder waren an der Schule am Meer als Dissidenten verzeichnet, als konfessionslos.

## Leben
Hafner entwickelte schon als Schüler ein großes Faible für alle Erscheinungsformen der Natur und versuchte, die von ihm wahrgenommenen Eindrücke der Landschaft und der Pflanzenwelt, insbesondere wild wachsende Blumen, mit Pinsel und Farbe im Bild festzuhalten. Da er dabei an seine laienhaften Grenzen stieß, fasste er den Entschluss, das Malen fundiert zu erlernen.
Im Alter von 19 Jahren bewarb er sich um einen Studienplatz an der Kunstakademie in Stuttgart und studierte dort acht Jahre bei Carlos Grethe, Jakob Grünenwald, Robert von Haug und Ludwig Herterich sowie bei Wilhelm Steinhausen in Frankfurt am Main. Ein Stipendium ermöglichte ihm ein Atelier, eine Unterkunft und einen sechsmonatigen Studienaufenthalt in Italien.
Die Kunstakademie lehrte der damaligen Zeit entsprechend Techniken mit dem Ziel, die angehenden Künstler zu befähigen, Bilder für Ausstellungen zu malen. Mit diesem Umstand und dem akademischen Kunstbetrieb ging Hafner jedoch nicht konform. Er benötigte Jahre, bis es ihm gelang, sich davon zu lösen. Er behalf sich mit einer Rückbesinnung auf die Ursprünge seiner frühen Leidenschaft. Während sich seine Kollegen um die Wende vom 19. zum 20. Jahrhundert überwiegend modernen Stilrichtungen zuwandten, suchte und fand Hafner seine künstlerische Befriedigung und Erfüllung in einer natürlichen Darstellung von Blumen und Landschaften. Seine Liebe zur fernöstlichen Malerei trug dazu bei, ihn darin zu bestärken. Sein frühes Werk findet darin seinen Ausdruck.
1907 übersiedelte er von Stuttgart nach Thüringen, um dort bei der Freien Schulgemeinde Wickersdorf als Kunsterzieher und Naturkundelehrer tätig zu werden, seine erste Anstellung. Zusammen mit dem Reformpädagogen und Schulleiter Martin Luserke (1880–1968) sowie weiteren Lehrerkollegen wie Rudolf Aeschlimann oder Paul Reiner wechselte er im Rahmen einer Sezession auf die Nordseeinsel Juist, um dort am 1. Mai 1925 die Schule am Meer zu gründen, ein reformpädagogisches und als Internat geführtes Landerziehungsheim. Sechzehn Schüler der F.S.G. folgten ihnen aus Wickersdorf an die neue Schule, darunter Herbert von Borch, Hans Hess, Hans Werner Skafte Rasmussen und Ove Skafte Rasmussen. Ebenso wie zuvor in Wickersdorf wirkte er im Loog auf Juist als Kunsterzieher und Naturkundelehrer, war jedoch auch Kuratoriumsmitglied der Stiftung Schule am Meer. Zu seinen Kollegen zählten u. a. Heinz Friedrich Hartig, Walter Jockisch, Friedrich Könekamp, Heinrich Meyer, Günther Rönnebeck, Gerhart Sieveking, Kurt Sydow, Erna Vohsen und Eduard Zuckmayer.
Bisher mit der hügeligen Landschaft Württembergs, Thüringens, Italiens und ihrer Flora vertraut, begann ihn die langgestreckte schmale Sandbank im Wattenmeer mit ihrer kargen Flora mehr und mehr zu interessieren und schließlich zu faszinieren. Er malte dort viel und fand dadurch zum farblich fein nuancierten Aquarell.
Als die Schule Ende März 1934 durch Schulleiter Luserke geschlossen wurde, blieb Hafner der einzige des ehemaligen Lehrerkollegiums im Loog auf Juist. Nach dem Wegfall seines Einkommens sah er sich gezwungen, Bilder aus seinem Schaffen in namhafte Ausstellungen in großen Städten Deutschlands zu geben, um sie nach Möglichkeit zu verkaufen. Dies erwies sich als ein schwieriges Ringen, das er mit sich zu führen hatte, denn er malte eigentlich nur für sich selbst und nicht aus kommerziellem Interesse. Er konnte sich daher kaum von einem seiner Werke trennen. Hafner war von 1938 bis 1942 und 1944 auf Großen Deutschen Kunstausstellungen in München vertreten.
Mit Exponaten der von ihm mit aufgebauten Naturkunde-Lehrmittelsammlung der Schule am Meer stellte Hafner 1934/35 ein kleines Heimatmuseum für die Insel Juist zusammen, das er der Gemeinde anbot. Diese stimmte der Idee zu und übertrug ihm die Leitung dieses Museums, das er von 1934 bis 1953 führte und auch mit eigenen Gemälden weiter ausbaute. Seiner Liebe zu den vielfältigen Arten von Muscheln und Schnecken widmete er ein Bestimmungsbuch, in dem er diese ausführlich beschrieb.
Fritz Hafner starb 86-jährig und wurde neben seiner Ehefrau auf dem Friedhof in Hage, Ostfriesland, beigesetzt. Das Grab wurde seitens der Nachkommen aufgelassen; der Grabstein befindet sich heute auf dem Friedhof der Insel Juist.

## Werke
Seine rund 1000 Bilder (Aquarelle, Zeichnungen, Ölgemälde und Skizzen) befinden sich zum Teil in Privatbesitz, der weitaus größte Teil jedoch im Küstenmuseum Juist, das aus dem ehemaligen Heimatmuseum hervorging.
- Wald bei Wickersdorf (Thüringen), youtube.com, 3:20 Min., ursprünglich aus dem Privatbesitz von Gustav Wyneken (1875–1964)
- Emmy Coerper: Jahrbuch, mit 12 handkolorierten Zeichnungen von Fritz Hafner, Privatdruck. Darmstadt 1937.
- Kunstdruckmappe mit 6 Aquarelldrucken, 35 × 45 cm, Trobitsch. Frankfurt/Oder 1937.
- Strandflora – Aquarellstudien, 4 Farbdrucke. In: Illustrierte  Zeitung, Leipzig 2. Juni 1938.
- Nordseemuscheln – Arten und Formen, mit 75 Abbildungen (Federzeichnungen), Florian Kupferberg. Berlin 1939.

## Ehrung
1947 wurde ihm für sein Lebenswerk das Indigenat Ostfriesische Landschaft verliehen.